# All of the Girls You Loved Before
"All of the Girls You Loved Before" é uma canção gravada pela artista musical estadunidense Taylor Swift. A faixa é um descarte de seu sétimo álbum de estúdio Lover (2019). Após uma versão demo vazar pelas redes sociais, "All of the Girls You Loved Before" foi lançada de surpresa na véspera da sexta turnê de Swift, The Eras Tour, em 17 de março de 2023. A canção foi escrita e produzida por Swift, Frank Dukes e Louis Bell.
Uma canção de amor composta por sintetizadores, "All of the Girls You Loved Before" mostra Swift agradecendo às mulheres na vida de seu namorado, incluindo suas ex-namoradas, por moldar suas experiências que o levaram até ela. Os críticos musicais escreveram positivamente sobre a música, elogiando suas letras afetuosas e os tons sonhadores de sua produção. Comercialmente, a canção alcançou o top 25 das tabelas musicais da Austrália, Canadá, Hungria, Irlanda, Japão, Malásia, Nova Zelândia, Filipinas, Singapura, Reino Unido e Estados Unidos, e alcançou a 10ª posição da parada Billboard Global 200; também estendeu alguns dos recordes de Swift nas tabelas da Billboard.

## Antecedentes e lançamento
Swift lançou seu sétimo álbum de estúdio, Lover, em agosto de 2019, que alcançou sucesso crítico e comercial. Desde então, ela lançou mais três álbuns de estúdio e regravou dois álbuns: Folklore e Evermore em 2020, Fearless (Taylor's Version) e Red (Taylor's Version) em 2021 e Midnights em 2022. No início de 2023, as versões demo de duas faixas descartadas de Lover, até então conhecidas entre os fãs como "All of the Girls" e "Need", vazaram online e viralizaram no TikTok.
A cantora embarcou na The Eras Tour, sua sexta turnê, sendo a primeira em cinco anos, em 17 de março de 2023. Em comemoração ao início da turnê, ela lançou quatro canções no mesmo dia, sendo três regravações ("Eyes Open", "Safe & Sound" e "If This Was a Movie") e a inédita "All of the Girls You Loved Before".

## Composição
"All of the Girls You Loved Before" foi escrita e produzida por Swift, Frank Dukes e Louis Bell. Foi concebida durante as sessões de gravação do Lover, mas não entrou na lista de faixas final do álbum. "All of the Girls You Loved Before" é uma canção synth-pop que incorpora sintetizadores suaves e elementos do doo-woop, tem uma paisagem sonora que os críticos descreveram como "sonhadora" e "etérea". Liricamente, é uma canção de amor que as publicações da mídia consideraram uma mensagem para o então namorado de Swift, o ator inglês Joe Alwyn. Swift discute a vida amorosa passada de seu parceiro romântico e expressa gratidão às ex-namoradas dele por torná-lo o homem certo que é agora. Na ponte, ela aprecia sua mãe e todas as mulheres em sua vida e promete amá-lo para sempre.
Alguns críticos interpretaram a linha "Chorando no banheiro por um cara cujo nome eu não lembro agora" como uma referência aos eventos descritos na versão de 10 minutos de sua canção "All Too Well" (2021). Elle constatou que o título da faixa possa ser uma referência ao filme de comédia romântica To All the Boys I've Loved Before (2018), da Netflix, baseado na trilogia de livros de mesmo nome da escritora Jenny Han.

## Recepção da crítica
Jake Viswanath, da Bustle, opinou que a canção "teria se encaixado perfeitamente em Lover, como uma de suas canções de amor mais enfeitiçadas e autoconfiantes até hoje". Os críticos do The Straits Times descreveram "All of the Girls You Loved Before" como uma música cativante que tem todas as características de um "Swift bop"–melodia cativante e memorável e narrativa lírica. Annabel Nugent, do The Independent, descreveu a canção como "pop dourado sonhador e etéreo inundado de sintetizadores suaves e letras alegres sobre estar apaixonado".

## Desempenho comercial
"All of the Girls You Loved Before" estreou na 10ª posição da tabela Billboard Global 200, com 34.2 milhões de streams e 22.000 downloads digitais vendidos. Foi a 14ª entrada de Swift na tabela, um recorde entre artistas femininas.
Nos Estados Unidos, a canção debutou na 12ª posição da Billboard Hot 100, com 15.3 milhões de streams, 17.5000 cópias digitais e 1.2 milhões de audiência nas rádios, apesar de não ter sido promovida no formato. Estendeu três recordes de Swift: a canção marcou sua 189ª entrada na Hot 100 (o maior número entre artistas femininas), sua 80ª entrada no top 10 da tabela Digital Songs (o maior número por qualquer artista), e sua primeira nova entrada na Hot 100 em 2023 (Swift detém o recorde de maior sequência na história da Hot 100, com uma presença "ininterrupta" de 18 anos, estando presente na tabela todo ano desde suas estreia com "Tim McGraw" em 2006).
Em outras regiões, "All of the Girls You Loved Before" estreou nas tabelas musicas de vários países, alcançando o top 25 nas Filipinas (6), Irlanda (9), Reino Unido (11), Canadá (12), Nova Zelândia (13), Singapura (13), Austrália (15), Malásia (17), Japão (18), e Hungria (22). Também entrou nas tabelas dos Países Baixos, Noruega, Portugal e Suécia. 

## Equipe e colaboradores
Créditos adaptos do Tidal.
- Taylor Swift – produtora
- Louis Bell – produtor, engenharia de áudio, programação
- Frank Dukes – produtot, programação, teclados, violão
- Matthew Tavares – violão
- Serban Ghenea – mixagem
- Bryce Bordone – engenharia de mixagem
- Randy Merrill – masterização

## Tabelas musicais
| Tabela musical (2023)                          | Melhor posição |
| ---------------------------------------------- | -------------- |
| Austrália (ARIA)                               | 15             |
| Canadá (Canadian Hot 100)                      | 12             |
| Coreia do Sul - BGM (Circle)                   | 124            |
| Estados Unidos - Billboard Hot 100             | 12             |
| Estados Unidos - Mainstream Top 40 (Billboard) | 35             |
| Filipinas (Billboard)                          | 6              |
| Global 200 (Billboard)                         | 10             |
| Grécia - International (IFPI)                  | 47             |
| Hungria (Single Top 40)                        | 22             |
| Irlanda (IRMA)                                 | 9              |
| Japão - Hot Overseas (Billboard Japan)         | 18             |
| Malásia (Billboard)                            | 21             |
| Malásia - International (RIM)                  | 17             |
| Noruega (VG-lista)                             | 32             |
| Nova Zelândia (Recorded Music NZ)              | 13             |
| Países Baixos (Dutch Global Top 40)            | 24             |
| Países Baixos (Single Top 100)                 | 90             |
| Portugal (AFP)                                 | 64             |
| Reino Unido - UK Singles (OCC)                 | 11             |
| Singapura (RIAS)                               | 13             |
| Suécia (Sverigetopplistan)                     | 55             |